# Agrotis perplexa
Agrotis perplexa là một loài bướm đêm trong họ Noctuidae.